# Platyphylla
Platyphylla är ett släkte av fjärilar. Platyphylla ingår i familjen praktmalar, Oecophoridae.
Kladogram enligt Catalogue of Life:
| Platyphylla | \| \| Platyphylla nipholeuca \| \| \| \| \| \| Platyphylla zophosphena \| \| \| \| |
|             | \| \| Platyphylla nipholeuca \| \| \| \| \| \| Platyphylla zophosphena \| \| \| \| |
|             | Platyphylla nipholeuca                                                             |
|             |                                                                                    |
|             | Platyphylla zophosphena                                                            |
|             |                                                                                    |